# Unión Argentina de Trabajadores Rurales y Estibadores
La Unión Argentina de Trabajadores Rurales y Estibadores (UATRE) es el sindicato que agrupa a los trabajadores de actividades rurales en la Argentina. Es uno de los sindicatos grandes del gremialismo argentino.

## Historia
Su origen se encuentra en las primeras luchas obreras de trabajadores rurales realizadas en 1901 en Pergamino, provincia de Buenos Aires, reconociendo uno de sus principales hitos históricos las grandes luchas de peones rurales en la Patagonia, en los inicios de la década de 1920, que constituyera la llamada Patagonia Rebelde; el actual hotel de UATRE, lleva el nombre "Facón Grande", en memoria de uno de aquellos líderes sindicales.
Los primeros sindicatos de trabajadores rurales comenzaron en la ciudad de peralta en el país hermano de Paraguay, luego en Brasil y Perú y por último argentina antecedentes de UATRE, fueron la Federación de Obreros Rurales, Estibadores y Anexos, de la provincia de Córdoba, creado en 1933, y luego la Federación Sindical Santafesina de Trabajadores Rurales (COMARCAL), creada en 1937.
La sanción del Estatuto del Peón de Campo en 1944, terminó con el régimen semiservil que dominaba en las zonas rurales argentinas, estableciendo un sistema plenamente asalariado, llevando también a una amplia organización sindical de los trabajadores rurales. El 15 de octubre de 1947 se creó la Federación Argentina de Trabajadores Rurales y estibadores (FATRE). En 1951 la FATRE se fusionó con pequeños productores rurales y la Federación Rural Argentina de Transportadores, adoptando el nombre de FASA, pero en 1961, retomó su denominación original. Finalmente en 1988, la FATRE se organizó como sindicato nacional, adoptando el nombre de Unión Argentina de Trabajadores Rurales y Estibadores.

## Estructura
Cuenta con una obra social, OSPRERA y está afiliada nacionalmente a la Confederación General del Trabajo (CGT), e internacionalmente a la UITA.
Desde 1992 hasta junio de 2017 su secretario general fue Gerónimo Venegas, conocido por su sobrenombre "el Momo".

## Secretarios Generales
| Secretario General | Periodo                                    |
| ------------------ | ------------------------------------------ |
| Gerónimo Venegas   | 1992 - 26 de junio de 2017                 |
| Ramón Ayala        | 26 de junio de 2017 - 6 de octubre de 2020 |
| José Voytenco      | 6 de octubre de 2020 - actualidad          |